# 中田清兵衛 (16代)
中田 清兵衛（なかた せいべえ、1904年9月28日 - 1989年12月16日）は、日本の銀行家。北陸銀行頭取を務めた。富山県出身。幼名・勇吉。

## 経歴・人物
1925年に富山薬学専門学校を経て、1928年に明治大学政治経済学科を卒業。日本銀行での勤務を経て、金沢貯蓄銀行頭取、北陸配電監事、北陸銀行取締役などを歴任し、1949年4月には北陸銀行頭取に就任。1957年1月から1958年5月までに会長を務め、北陸電力と北日本放送で監査役も務めた。
1989年12月16日急性心不全のために死去。85歳没。